# Zemsta (telenowela)
Zemsta (hiszp. La Revancha) – wenezuelska telenowela z 1989 roku produkcji Venevision. Reżyserem jest Reinaldo Lancaster. Scenariusz napisał Vivel Nouel. Telenowela liczy 247 odcinków, po około 60 minut każdy.

## Fabuła
Fernando Maldonado jest przedsiębiorcą naftowym, który zabija Leonidasa Torrealbę, właściciela sąsiednich pól naftowych, by zdobyć jego posiadłość. Dolores, służąca Torrealby, jest świadkiem morderstwa. Ucieka z dwiema córkami zabitego. Jedna z dziewczynek odłącza się od opiekunki i ślad po niej ginie. Akcja telenoweli rozgrywa się dwadzieścia lat później, gdy Isamar Medina, jedna z zaginionych córek Torrealby, wyrasta na piękną dziewczynę. Jest ulubienicą miasteczka, w którym mieszka z przybranymi rodzicami i nie wie, że jest adoptowana. W tym samym czasie jej siostra Martha mieszka ze swymi adoptowanymi rodzicami w Nowym Jorku, skąd jej przybrany ojciec zarządza swymi kopalniami węgla. Fabuła skupia się na historii obydwu sióstr. Isamar zakochuje się w Alejandrze, bogatym młodym człowieku, który okazuje się synem Fernanda Maldonada. Martha próbuje odnaleźć po latach swą zaginioną siostrę, a los styka obie dziewczyny, gdy zakochują się w tym samym mężczyźnie – a tylko jedna z nich wie, że to syn tego, który zabił ich ojca.

## Obsada[3]
Victor Cardenas – Guillermo Maldonado

Rosalinda Serfaty – Isamar Medina/Mariana Torrealba

Jean Carlo Simancas - Alejandro

Abril Mendez – Martha Aguirre/Martha Torrealba

Daniel Alvarado – Reinaldo

Chelo Rodriguez

Rafael Briceño – Padrino Zacarias

Carmen Julia Álvarez – Elisenda

Orangel Delfin – Fernando

Francisco Ferrari – Jose Ramon

Yanis Chimaras – Jose Luis

Reinaldo Lancaster – Leonidas

Sandra Juhasz – Mercedes

Luis Gerardo Nuñez – Julio Cesar

Rafael Romero – Anselmo

Patricia Noguera

Miguel De León – Leonardo

Esperanza Magaz – Providencia

Simon Pestana – Argenis

Judith Vasquez – Sandra Castillo

Hans Christopher – Luigi

Daniela Alvarado – Gabriela

Virginia Vera – Brigida

Vangie Labalan – Nania

## Piosenka tytułowa
Piosenkę tytułową „Tesoro Mio”, śpiewa Guillermo Dávila i Kiara. Słowa napisał Rudy La Scala.

## Adaptacje
W 2000 roku Venevision wyprodukowała remake Zemsta-drugie spojrzenie (La revancha). Zagrali w nim: Danna Garcia, Jorge Reyes i Marcela Pezet.